# Xysticus gertschi
Xysticus gertschi là một loài nhện trong họ Thomisidae.
Loài này thuộc chi Xysticus. Xysticus gertschi được miêu tả năm 1965 bởi Schick.